# Luigi Carpaneda
Luigi Arturo Carpaneda (Milano, 28 novembre 1925 – Milano, 14 dicembre 2011) è stato uno schermidore italiano, specializzato nel fioretto. Ha vinto una medaglia d'oro e una medaglia d'argento nella scherma ai Giochi olimpici.

## Biografia
Reduce alpino della 4ª Divisione alpina "Monterosa" della RSI (Battaglione Tirano - 11ª Compagnia), e Presidente dell'Associazione degli Appartenenti alla Divisione Alpina Monterosa dal 26 settembre 2009, era di professione ingegnere.
Ai giochi olimpici di Melbourne si aggiudicò l'oro nel fioretto maschile a squadre, con Edoardo Mangiarotti, Manlio Di Rosa, Giancarlo Bergamini, Antonio Spallino e Vittorio Lucarelli. Alle seguenti Olimpiadi di Roma la squadra azzurra, composta da Carpaneda, Mangiarotti, Alberto Pellegrino, Mario Curletto ed Aldo Aureggi, venne superata dalla Russia e si aggiudicò la medaglia d'argento.
Carpaneda vinse anche il titolo mondiale a squadre nel fioretto maschile (Roma, 1955) ed il bronzo a squadre (Parigi, 1957). Divenne presidente della Società del Giardino di Milano e consigliere della Federazione Italiana Scherma.
Appassionato velista, vinse la Three Quarter Ton cup con il suo Botta Dritta nel 1981, fu presidente della commissione Altomare della Federazione Italiana Vela e fu per cinque volte capitano della squadra italiana all'Admiral's Cup. Fu infine presidente onorario di Mascalzone Latino.
Sposò Milly Suvini.
Ha perduto la vita a dicembre 2011 all'età di 86 anni, travolto da un'auto di fronte alla sua casa di Milano, in piazza Principessa Clotilde.

## Palmarès

### Risultati élite
In carriera ha ottenuto i seguenti risultati:
Giochi olimpici
Individuale
A squadre
- Oro nel fioretto a Melbourne 1956
- Argento nel fioretto a Roma 1960

Mondiali
Individuale
A squadre
- Oro nel fioretto a Roma 1955
- Bronzo nel fioretto a Parigi 1957